# (49272) Bryce Canyon
(49272) Bryce Canyon (1998 UT16) est un astéroïde de la ceinture principale découvert le 27 octobre 2008 par Roy A. Tucker à l'Observatoire Goodricke-Pigott.
L'astéroïde tire l'origine de son nom du parc national de Bryce Canyon situé dans l'État de l'Utah aux États-Unis.